# Festival Internacional de Música de Granollers
El Festival Internacional de Música de Granollers va ser un certamen de música clàssica celebrat a la capital del Vallès Oriental entre 1976 i 2008 amb una pausa entre 1982 i 1987. Promogut per l'entitat Joventuts Musicals de Granollers va gaudir d'un destacable reconeixement a la resta de Catalunya i va programar concerts de formacions i intèrprets de prestigi internacional.

## Orígens i evolució
Des de 1971 se celebrava a Granollers un concurs bianual de música de cambra organitzat per les Joventuts Musicals de Granollers, que atorgava un premi, anomenat Josep M. Ruera, per a grups de música antiga. No obstant, en aquell temps encara hi havia molt poques formacions al país que desenvolupessin aquesta forma d'interpretació musical i la dotació econòmica no era significativa. Això va provocar que fos molt difícil trobar participants al concurs i l'organització decideix convertir el concurs en un festival que engegaria les activitats el 21 d'octubre de 1976.
El Festival va néixer amb una marcada voluntat divulgadora i es pretenia que tingués personalitat pròpia. Per aquest motiu es va optar per dedicar cada edició a un tema monogràfic i organitzar conferències, exposicions o projeccions cinematogràfiques a més dels concerts. En la primera edició es va comptar amb l'actuació de músics com Gonçal Comellas, Lluis Claret, Rosa M. Cabestany, Jean Pierre Rampal, i una conferència de Xavier Montsalvatge.
Durant aquests anys el festival es va dedicar a temes com Bach (1976), Beethoven (1977), Schubert (1978), Música catalana del segle XX (1979), música montserratina (1980), Haendel (1981), Mozart (1982),
Després de l'edició de 1982 el Festival es va deixar de celebrar fins que va ser recuperat el 1987, aquesta vegada per iniciativa de l'ajuntament, que va encarregar a les persones que ja l'havien impulsat inicialment que recuperessin el projecte. Aquestes persones eren Carles Riera, Josep Henriquez, Antoni Porta, Agustí Vidal i Montserrat Ponsa.
En aquesta segona etapa el festival va mantenir les línies anteriors: dedicar cada edició a un tema monogràfic i organitzar activitats divulgatives més enllà dels concerts. A partir de l'any 2002 el festival va celebrar-se a les instal·lacions del nou Teatre Auditori de Granollers, passant a formar part de la programació de l'equipament, deixant de ser així una iniciativa de Joventuts Musicals. El 2003 el Festival, ja sota la gestió del teatre, va ser inaugurat amb l'actuació de la soprano Ainhoa Arteta.
Durant els següents anys el festival es va anar dissolent dins de la programació de música i dansa del Teatre Auditori de Granollers. La temporada 2008/09 de l'equipament fou la darrera en la que es va incloure el festival dins de la programació.